# Gerard Adriaan Heineken
Gerard Adriaan Heineken (ur. 29 września 1841 w Amsterdamie, zm. 18 marca 1893 tamże) – holenderski piwowar, założyciel jednego z największych przedsiębiorstw piwowarskich na świecie – Heineken.
W 1863 roku Heineken wpadł na pomysł wykupienia jednego z lokalnych, amsterdamskich browarów. Zamiar ten przedstawił swojej matce w  liście, prosząc ją o finansowe wsparcie.  15 lutego 1864 r. z finansową pomocą  matki 22-letni Heineken nabył browar De Hooiberg – Stóg Siana. Był to wówczas największy browar w Amsterdamie. W 1873 r. nowy właściciel zmienił nazwę browaru na Heineken’s Bierbrouwerij Maatschappij.